# Heidi Hassenmüller
Heidi Hassenmüller (ur. 1941 w Hamburgu, zm. 28 października 2020 w Holandii) – niemiecka pisarka książek dla młodzieży.

## Życiorys
Heidi Hassenmüller ukończyła studia dziennikarstwa. Po nich rozpoczęła pracę w różnych gazetach i czasopismach. W 1985 roku opublikowano jej pierwszą książkę Jochen zieht nach Holland (niem. Jochen przeprowadza się do Holandii). Od tego czasu jest zawodową pisarką. Hassenmüller ma trójkę dzieci i od 1974 roku mieszka w Holandii. Często jednak podróżuje po Europie, aby przedstawić swoje książki. W ramach tych tourów kilkakrotnie odwiedziła Polskę. Ponadto Hassenmüller jest członkiem niemieckiego związku literatów.

## Dzieła
- Jochen zieht nach Holland 1985
- Linda beisst sich durch 1986
- Kinderwagen zu verschenken 1987
- Gute Nacht, Zuckerpüppchen 1989
- Andrea, ein Star will ich werden 1990
- Zeg’s Scheveningen 1990
- Ein Sonntag im September 1991
- Zuckerpüppchen und die Zeit danach 1989
- Ein Tabu wird abgebaut 1993
- Désirée, zwei Brüder Schlaf und Tod 1994
- Die Kehrseite der Medaille 1995
- Momentaufnahmen einer Urlaubsreise 1996
- Warten auf Michelle 1996
- Das verstummte Lachen 1996
- Tango tanzt man nicht mit Tulpen 1998
- Warum gerade mein Kind? 1998
- Gefährliche Freunde 1998
- Kein Beinbruch 1999
- Spiel ohne Gnade 1999
- Eine Leiche zum Verlieben 1998
- Pizza Mafioso, Für Verliebte nur das Beste 1999
- Briefe an Sil 2001
- Majas Macht 2001
- Schwarz, rot, tot 2004
- Kein Engel weit und breit 2005
- Warum gerade mein Kind? 2006
- Schnauze voll 2006
- Schrecklich Schön 2007
- Superstar Intrigen backstage 2008
- Falsche Liebe 2009
- Gegen meinen Willen 2010